# موسی کارلی
موسی کارلی (انگلیسی: Musa Karli؛ زادهٔ ۲۷ ژانویهٔ ۱۹۹۰) بازیکن فوتبال اهل آلمان است.
از باشگاه‌هایی که در آن بازی کرده‌است می‌توان به باشگاه فوتبال دارمشتات ۹۸ اشاره کرد.
وی همچنین در تیم ملی فوتبال Arameans Suryoye بازی کرده‌است.